# Univerza v Banjaluki
Univerza v Banjaluki (izvirno srbsko Унивeрзитeт y Бaњoj Лyци, bosansko Univerzitet u Banjoj Luci; latinsko Universitas Studiorum ) je javna univerza v Banjaluki. Ustanovljena je bila leta 1975.
Trenutni rektor je Radoslav Gajanin.

## Oddelki
Fakultete
- Agronomska fakulteta
- Arhitekturno-gradbena fakulteta
- Ekonomska fakulteta
- Elektrotehniška fakulteta
- Fakulteta za telesno vzgojo in šport
- Filozofska fakulteta
- Gozdarska fakulteta
- Medicinska fakulteta
- Naravoslovno-matematična fakulteta
- Pravna fakulteta
- Strojna fakulteta
- Tehnološka fakulteta

Akademije
- Akademija umetnosti